# Дезмозома
Дезмозома, или още macula adherens (мн.ч.: maculae adherentes), е клетъчна структура за контакт между две клетки. Наблюдава се в епителните и мускулните клетки.
Дезмозомите са изградени от белтъци от групата на кадхерините. Те са трансмембранни белтъци. При дезмозомата междуклетъчното пространство е относително голямо (около 30 nm). Като вид контактът е закотвящ.
Под електронен микроскоп полудезмозомите са подобни на дезмозомите, но те свързват клетката с междуклетъчното пространство, а не с друга клетка. Освен това са изградени от белтъци от групата на интегрина. Полудезмозомите са асиметрични и се наблюдават в епителните клетки в базалната им част. При зъбите свързват епитела със зъбния емайл.
|  | Тази страница частично или изцяло представлява превод на страницата Desmosome в Уикипедия на английски. Оригиналният текст, както и този превод, са защитени от Лиценза „Криейтив Комънс – Признание – Споделяне на споделеното“, а за съдържание, създадено преди юни 2009 година – от Лиценза за свободна документация на ГНУ. Прегледайте историята на редакциите на оригиналната страница, както и на преводната страница, за да видите списъка на съавторите. ВАЖНО: Този шаблон се отнася единствено до авторските права върху съдържанието на статията. Добавянето му не отменя изискването да се посочват конкретни източници на твърденията, които да бъдат благонадеждни. |